# アレシャンドレ・ロドリゲス・ダ・シウヴァ
パト（Pato）こと、アレシャンドレ・ロドリゲス・ダ・シウヴァ（Alexandre Rodrigues da Silva, 1989年9月2日 - ）は、ブラジル・パラナ州パト・ブランコ出身の元サッカー選手。ポジションはフォワード。 元ブラジル代表。
登録名はアレシャンドレ・パト (Alexandre Pato) 。「パト」は、出身地に由来する。

## 経歴

### クラブ

#### インテルナシオナル
4歳の時にはじめたフットサルで基本技術を身につけ、12歳でSCインテルナシオナルの下部組織に入団した。16歳のときにU-20の州選手権で得点王を獲得し、「クラブ史上最高の素材」と評判になった。当時は他クラブの引き抜きを恐れ、あえて下部組織で教育を続けられた。2006年11月末のSEパルメイラス戦でデビューすると、開始わずか1分でプロ入り初ゴールを決め、さらに3得点に絡むというドラマチックなデビューを飾った。17歳でFIFAクラブワールドカップ2006に出場、得点を上げるなどの実績を残している。アル・アハリ戦では肩でリフティングをするドリブルを披露するなどし、メディアの注目を集めた。
2007年7月、カナダで行われたFIFA U-20ワールドカップでの活躍により、ACミラン、インテル・ミラノ、レアル・マドリード、チェルシーFCなどが獲得オファーを出した。

#### ACミラン

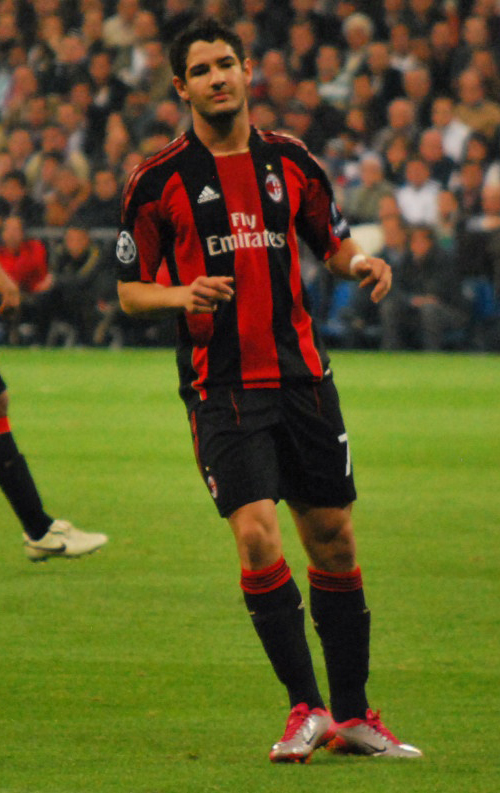
ACミラン時代（2010年）

2007年8月、セリエAのACミランへ移籍。移籍金は推定2200万ユーロ（約36億円）。しかし、FIGCのEU圏外選手登録年齢制限が解ける18歳にならないと試合出場ができないため、公式戦に出場するのは翌2008年初頭からとなり、1月4日にレガ・カルチョから登録を完了したことが発表された。背番号は7番。
2008年1月13日、セリエA第18節のSSCナポリ戦にてセリエAデビューを果たし、この試合でセリエA初ゴール記録。シーズン通算で20試合に出場し、チーム3位となる9得点を挙げた。
2008-09シーズンはレギュラーに定着し36試合に出場。チーム2位でセリエA全体でも6位となる15得点を挙げ、セリエA年間最優秀若手選手賞を受賞。なお、イタリア人選手以外での受賞は、前年度のマレク・ハムシークに続き2人目。
2009-10シーズンはレオナルド監督の下、ロナウジーニョ、マルコ・ボリエッロとともに3トップを形成し好パフォーマンスを披露。2010年1月にはブラジル人選手として初めて、オスカル・デル・カルチョの年間最優秀若手選手賞を受賞した。一方で、2010年1月に肉離れを起こして以降、負傷を繰り返すようになり、2年間で8度の筋肉の怪我を負っている。
2010年12月にはアメリカのデューク大学で精密検査を受けた。
2011-12シーズンはさらに負傷離脱が続き、リーグ戦11試合出場でわずか1得点に終わった。2012年1月には、パリ・サンジェルマン移籍の噂が出るも残留。
2012-13シーズンから7番に代わってフィリッポ・インザーギの引退で欠番となった背番号9番を背負うも度重なる負傷癖は変わらず。冬の移籍市場で移籍を志願した。

#### ブラジル時代
2013年1月、母国のコリンチャンスに完全移籍した。契約は4年間で移籍金は1500万ユーロ（約17億円）。
2014年2月、サンパウロFCにレンタル移籍した。

#### チェルシー
2016年1月30日、チェルシーFCに半年間のレンタル移籍が決定。背番号はかつてディディエ・ドログバやオスカルの着用した11番。コンディション不良などで、移籍後およそ3カ月間は出場機会が無かったが、2016年4月2日のアストン・ヴィラ戦でデビューし、ゴールを記録した。しかし、リーグ戦2試合の出場に留まり、シーズン終了後退団した。

#### ビジャレアル
2016年7月27日、スペインのビジャレアルCFと4年の完全移籍で合意したことを発表した。

#### 天津権建
2017年1月30日、中国超級・天津権建に移籍した。移籍金は1800万ユーロ。2017年シーズンはリーグ戦24試合に出場し、15得点を記録した。2018年10月27日、広州富力戦では芸術的なミドルシュートで2ゴールを挙げ、さらにその試合でハットトリックを記録した。
2019年3月、契約解除により退団。

#### サンパウロ
2019年3月27日、サンパウロに2022年までの契約で加入した。
2020年8月、サンパウロから退団すると発表した。

#### オーランド・シティ
2021年2月13日、オーランド・シティSCと契約した。

### ブラジル代表

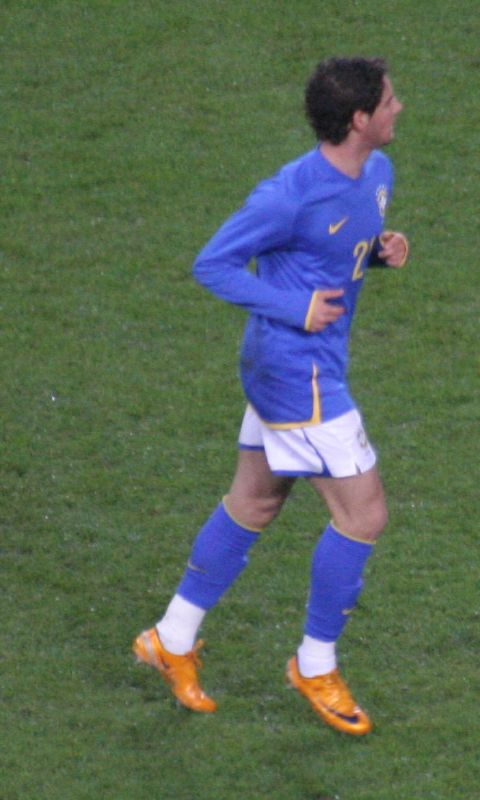
ブラジル代表時代（2008年）

2008年3月26日、ロンドンで行われた国際親善試合、スウェーデン戦でA代表デビュー。決勝点となるゴールを決め、華々しいデビューを飾った。五輪には飛び級で選出された北京大会と、ロンドン大会の2大会に出場し、A代表でもコパ・アメリカやコンフェデレーションズカップに出場するも、W杯だけは縁がなく、度重なる怪我の影響もあり外された2010 FIFAワールドカップをはじめ、1度も本大会メンバーには選出されていない。

## 人物
2009年7月に結婚し、その後はゴールを決めたあとに妻に向け両手でハートマークを作るパフォーマンスを度々していたが、2010年に離婚した。2011年からはミランのシルヴィオ・ベルルスコーニ名誉会長の娘であるバルバラ・ベルルスコーニと交際していた。

## 個人成績
| 国内大会個人成績 | 国内大会個人成績   | 国内大会個人成績 | 国内大会個人成績 | 国内大会個人成績 | 国内大会個人成績             | 国内大会個人成績 | 国内大会個人成績 | 国内大会個人成績 | 国内大会個人成績 | 国内大会個人成績 | 国内大会個人成績 |
| 年度             | クラブ             | 背番号           | リーグ           | リーグ戦         | リーグ戦                     | リーグ杯         | リーグ杯         | オープン杯       | オープン杯       | 期間通算         | 期間通算         |
| 年度             | クラブ             | 背番号           | リーグ           | 出場             | 得点                         | 出場             | 得点             | 出場             | 得点             | 出場             | 得点             |
| ブラジル         | ブラジル           | ブラジル         | ブラジル         | リーグ戦         | リーグ戦                     | ブラジル杯       | ブラジル杯       | オープン杯       | オープン杯       | 期間通算         | 期間通算         |
| ---------------- | ------------------ | ---------------- | ---------------- | ---------------- | ---------------------------- | ---------------- | ---------------- | ---------------- | ---------------- | ---------------- | ---------------- |
| 2006             | インテルナシオナル |                  | セリエA          | 1                | 1                            |                  |                  |                  |                  |                  |                  |
| 2007             | インテルナシオナル | 11               | セリエA          | 9                | 5                            |                  |                  |                  |                  |                  |                  |
| イタリア         | イタリア           | イタリア         | イタリア         | リーグ戦         | リーグ戦                     | イタリア杯       | イタリア杯       | オープン杯       | オープン杯       | 期間通算         | 期間通算         |
| 2007-08          | ミラン             | 7                | セリエA          | 18               | 9                            | 0                | 0                | -                | -                | 18               | 9                |
| 2008-09          | ミラン             | 7                | セリエA          | 36               | 15                           | 0                | 0                | -                | -                | 36               | 15               |
| 2009-10          | ミラン             | 7                | セリエA          | 23               | 12                           | 0                | 0                | -                | -                | 23               | 12               |
| 2010-11          | ミラン             | 7                | セリエA          | 25               | 14                           | 3                | 2                | -                | -                | 28               | 16               |
| 2011-12          | ミラン             | 7                | セリエA          | 11               | 1                            | 1                | 1                | -                | -                | 12               | 2                |
| 2012-13          | ミラン             | 9                | セリエA          | 4                | 0                            | 0                | 0                | -                | -                | 4                | 0                |
| ブラジル         | ブラジル           | ブラジル         | ブラジル         | リーグ戦         | リーグ戦                     | ブラジル杯       | ブラジル杯       | オープン杯       | オープン杯       | 期間通算         | 期間通算         |
| 2013             | コリンチャンス     |                  | セリエA          | 30               | 9                            |                  |                  |                  |                  |                  |                  |
| 2014             | コリンチャンス     | 0                | セリエA          | 0                |                              |                  |                  |                  |                  |                  |                  |
| 2014             | サンパウロ         |                  | セリエA          | 29               | 9                            |                  |                  |                  |                  |                  |                  |
| 2015             | サンパウロ         | 30               | セリエA          | 10               |                              |                  |                  |                  |                  |                  |                  |
| イングランド     | イングランド       | イングランド     | イングランド     | リーグ戦         | リーグ戦                     | FLカップ         | FLカップ         | FAカップ         | FAカップ         | 期間通算         | 期間通算         |
| 2015-16          | チェルシー         | 11               | プレミア         | 2                | 1                            | 0                | 0                | 0                | 0                | 2                | 1                |
| スペイン         | スペイン           | スペイン         | スペイン         | リーグ戦         | リーグ戦                     | 国王杯           | 国王杯           | オープン杯       | オープン杯       | 期間通算         | 期間通算         |
| 2016-17          | ビジャレアル       | 10               | プリメーラ       | 14               | 2                            | 3                | 1                | -                | -                | 17               | 3                |
| 中国             | 中国               | 中国             | 中国             | リーグ戦         | リーグ戦                     | リーグ杯         | リーグ杯         | FA杯             | FA杯             | 期間通算         | 期間通算         |
| 2017             | 天津権建           |                  | 中国超級         | 24               | 15                           | 0                | 0                | 0                | 0                | 24               | 15               |
| 2018             | 天津権建           |                  | 中国超級         | 23               | 15                           | 0                | 0                | 0                | 0                | 23               | 15               |
| ブラジル         | ブラジル           | ブラジル         | ブラジル         | リーグ戦         | リーグ戦                     | ブラジル杯       | ブラジル杯       | オープン杯       | オープン杯       | 期間通算         | 期間通算         |
| 2019             | サンパウロ         |                  | セリエA          | 20               | 5                            | 0                | 0                | 2                | 0                | 22               | 5                |
| 2020             | サンパウロ         |                  |                  |                  |                              |                  |                  |                  |                  |                  |                  |
| 通算             | ブラジル           | ブラジル         |                  | \|99             | 34\|\|\|\|\|\|\|\|\|\|\|\|\| |                  |                  |                  |                  |                  |                  |
| 通算             | イタリア           | イタリア         |                  | \|117            | 51                           | 4                | 3                | -                | -                | 121              | 54               |
| 通算             | イングランド       | イングランド     |                  | 2                | 1                            | 0                | 0                | 0                | 0                | 2                | 1                |
| 通算             | スペイン           | スペイン         |                  | 14               | 2                            | 3                | 1                | -                | -                | 17               | 3                |
| 総通算           | 総通算             | 総通算           | 総通算           | \|232            | 88\|\|\|\|\|\|\|\|\|\|\|\|   |                  |                  |                  |                  |                  |                  |

| 国際大会個人成績 | 国際大会個人成績 | 国際大会個人成績 | 国際大会個人成績 | 国際大会個人成績 |
| 年度             | クラブ           | 背番号           | 出場             | 得点             |
| UEFA             | UEFA             | UEFA             | CL               | CL               |
| ---------------- | ---------------- | ---------------- | ---------------- | ---------------- |
| 2007-08          | ミラン           | 7                | 2                | 0                |
| UEFA             | UEFA             | UEFA             | UEFA EL          | UEFA EL          |
| 2008-09          | ミラン           | 7                | 6                | 3                |
| 2009-10          | ミラン           | 7                |                  |                  |
| 通算             | UEFA             | UEFA             | 8                | 3                |

## タイトル

### 代表
ブラジル代表
- 南米ユース選手権 : 2007
- FIFAコンフェデレーションズカップ : 2009

### クラブ
SCインテルナシオナル
- ブラジルU-20選手権 : 2006
- FIFAクラブワールドカップ : 2006
- レコパ・スダメリカーナ : 2007

ACミラン
- セリエA：2010-11

コリンチャンス
- カンピオナート・パウリスタ：2013
- レコパ・スダメリカーナ：2013

### 個人
- ブラジルU-20選手権得点王 : 2006
- ブラジルU-20選手権MVP : 2006
- セリエA月間最優秀選手 : 2009年1月
- トゥットスポルト・ゴールデン・ボーイ・オブ・ザ・イヤー : 2009
- セリエA年間最優秀若手選手 : 2009
- ビドーネ・ドーロ : 2012
- ゴールデンボーイ賞 : 2009

## 代表

### 出場大会
- 2008年 - 2012年 U-23ブラジル代表
  - 2008年 - 北京オリンピック (銅メダル)
  - 2012年 - ロンドンオリンピック (銀メダル)
- 2008年 - ブラジル代表
  - 2009年 - コンフェデレーションズカップ (優勝)
  - 2011年 - コパ・アメリカ

### 試合数
| チーム       | シーズン | 出場 | 得点 |
| ------------ | -------- | ---- | ---- |
| ブラジル代表 | 2008     | 4    | 1    |
| ブラジル代表 | 2009     | 4    | 0    |
| ブラジル代表 | 2010     | 3    | 3    |
| ブラジル代表 | 2011     | 7    | 2    |
| ブラジル代表 | 2012     | 4    | 3    |
| ブラジル代表 | 2013     | 3    | 1    |
| 通算         | 通算     | 25   | 10   |

### 代表での得点
|     | 日時           | 場所                 | 相手           | スコア | 結果 | 大会               |
| 1.  | 2008年3月26日  | ロンドン             | スウェーデン   | 0-1    | 0-1  | 親善試合           |
| 2.  | 2010年8月10日  | イーストラザフォード | アメリカ合衆国 | 0-2    | 0-2  | 親善試合           |
| 3.  | 2010年10月7日  | アブダビ             | イラン         | 0-2    | 0-3  | 親善試合           |
| 4.  | 2010年10月11日 | ダービー             | ウクライナ     | 0-2    | 0-2  | 親善試合           |
| 5.  | 2011年7月13日  | コルドバ             | エクアドル     | 1-0    | 4-2  | コパ・アメリカ2011 |
| 6.  | 2011年7月13日  | コルドバ             | エクアドル     | 3-2    | 4-2  | コパ・アメリカ2011 |
| 7.  | 2012年5月30日  | ワシントンD.C.       | アメリカ合衆国 | 1-4    | 1-4  | 親善試合           |
| 8.  | 2012年8月15日  | ストックホルム       | スウェーデン   | 0-2    | 0-3  | 親善試合           |
| 9.  | 2012年8月15日  | ストックホルム       | スウェーデン   | 0-3    | 0-3  | 親善試合           |
| 10. | 2013年9月6日   | ブラジリア           | オーストラリア | 5-0    | 6-0  | 親善試合           |